# Apolonia Lech
Apolonia Lech z d. Pęk (ur. 27 lutego 1924 we wsi Jarocin, zm. 2 grudnia 2011) – łączniczka rzeszowskiego oddziału partyzanckiego BCh, później 1 Brygady AL im. Ziemi Lubelskiej, przewodniczka radzieckich oddziałów partyzanckich przez rzekę San: po wojnie pracowniczka organów BP w woj. rzeszowskim, odznaczona Orderem Virtuti Militari. 

## Życiorys
Apolonia Pęk urodziła się 27 lutego 1924 we wsi Jarocin, pow. Nisko woj. rzeszowskie, w rodzinie rolników Jana i Franciszki z d. Oleksak. W rodzinnym domu wychowywała się z pięcioma braćmi. Przed wojną w rodzinnym mieście ukończyła szkołę powszechną, a podczas okupacji przez dwa lata była uczennicą szkoły handlowej w Rudniku. Od lutego 1942 była łączniczką w oddziale partyzanckim Batalionu Chłopskiego, którym dowodził Franciszek Bielak, a razem z nią służyli w nim również jej ojciec i starszy brat. Wykonywała tam obowiązki gońca w łączności z oddziałem partyzanckim Armii Krajowej i innymi oddziałami partyzanckimi Batalionów Chłopskich, które działały na tym terenie. Niemcy tegoż samego roku uwięzili w pobliskim Janowie jej matkę i próbowali wymusić na niej informacje o miejscu pobytu ojca i najstarszego syna. Obaj zginęli w 1943, kiedy wojska niemieckie spacyfikowały Jarocin. Zostali przez Niemców rozstrzelani, a ich zabudowania spalone, natomiast matkę oraz czterech młodszych synów ciężko pobili i wszystkich pozostawili bez środków do życia.
Na przełomie 1943/1944 Apolonia już nie jako żołnierz BCh, lecz żołnierz 1 Brygady AL im. Ziemi Lubelskiej, w której została wyznaczona do utrzymywania łączności ze zgrupowaniem 1 Ukraińskiej Dywizji Partyzanckiej z Piotrem Wierszygorą, dowódcą działających w Polsce oddziałów tego zgrupowania. To ona utrzymywała osobisty kontakt z Piotrem Brajko, który był zastępcą Wierszygory. Była także pośredniczką w łączności z oddziałem partyzanckim im. Budionnego, a którym w lasach janowskich dowodził Iwan Jakowlew Pawłowicz.
Apolonia na dobrze sobie znanym terenie była przewodniczką radzieckich oddziałów partyzanckich i wielokrotnie przekraczała silnie strzeżoną przez Niemców rzekę San. Kiedy do Polski weszły oddziały Armii Radzieckiej, Apolonia od 7 sierpnia 1944 do 31 marca 1952 była zatrudniona w organach Bezpieczeństwa Publicznego, kolejno w charakterze maszynistki, referenta PUBP w Nisku; referenta, referenta personalnego PUBP w Krośnie; młodszego referenta, referenta, starszego referenta WUBP w Rzeszowie. Awansowała również w tym okresie do stopnia młodszego chorążego.
Po wojnie od 1947 była członkinią PPR, następnie PZPR; od 1949 ZBOWIDu. W okresie powojennym została awansowana do stopnia chorążego. Na własną prośbę zwolniła się z pracy w organach Bezpieczeństwa Publicznego i została zatrudniona w dziale kadr Stalowowolskich Zakładów Gastronomicznych w Stalowej Woli. W 1959 przeszła na rentę inwalidzką i nadal mieszka w Stalowej Woli.
O mężu Lechu nieznanego imienia brak danych.

## Awanse
- młodszy chorąży
- chorąży

## Odznaczenia
- Krzyż Srebrny Orderu Virtuti Militari – Uchwała Rady Państwa Nr O/158 z 17 lutego 1975 „za wybitne zasługi w walce z hitlerowskim najeźdźcą” z nr. legitymacji 1234-75-99[2]
- Krzyż Partyzancki – 1946
- Brązowy Krzyż Zasługi – 1946
- Odznaka Grunwaldzka – 1946
- Medal 10-lecia Polski Ludowej – 1954
- Medal Zwycięstwa i Wolności 1945 – 1957